# 本兮
本兮（1994年6月30日—2016年12月24日），本名马晓晨，新疆奎屯人，回族，中国新疆原創女歌手，是中国最早的一批网络歌手之一。她于2009年开始于网络发布个人原创作品，2011年签约唱片公司，正式踏入歌坛，成立个人音乐品牌“Go！Go！”，此后发行了多张专辑和单曲。其大部分歌曲皆为本人填词作曲。

## 生平
2008年本兮在網上發佈第一首原創歌曲《怎么办我爱你》，2009年开始于网络发布許多翻唱與原创作品，早期被列為非主流歌手，歌曲哀傷卻又帶有rap的風格。2011年签约唱片公司，正式踏入歌坛，於2012年6月30日成立个人音乐品牌“Go！Go！”，是中国大陆首个专属90后的音乐品牌，同期發佈的兩首歌曲《未成年》、《奇怪，我不懂得爱》位列各大榜单前列，成为华语流行乐坛人气女歌手。之后发行了《Run away》、《溺爱》等多张专辑和单曲，曲風越趨多元。粉絲名為“兮飯”，意味喜歡的意思；而应援色为魅紫色。
2012年1月1日發布單曲《最后的最后》以及《寸断》，首次進入海外娛樂圈，在马来西亚演唱歌曲《情花》与《只想唱这首歌给你听》，并发行海外EP《90's》，后又陆续开展发布会以及参加媒体访谈。6月30日发行首张个人专辑《Run away》，并在北京召开18岁成人礼新闻发布会 。同年發行《无聊派》、《白色》、《无底线》、《现在开始》等單曲，发行EP《蓝色的海》，其中包括两首单曲《蓝色的海》和《你从不知道我的心》。
2013年4月参加音乐综艺节目《走走音乐》北工大明星见面会，走进生活祈福雅安校园公益活动。6月30日發行第二張個人專輯《溺爱》，同年8月發佈微電影《反恐行動之MAT血戰到底2-槍戀33天》，同年发行《让寂寞别走》、《天都黑了》、《告诉自己忘了他》等單曲，並和阿悄合作《无限速》，與谭炜星合作《一个故事》、《表演时间》。
2014年擔任槍戰網絡遊戲《反恐行动》代言人，主演《反恐行動之大片兒》，演唱游戏主题曲《战放》和微电影主题曲《某个心跳》。
2015年出席過在珠海举办的《反恐行動》第四屆MATIC國際錦標賽，與徐良一同主演微电影《反恐行動之浪漫满屋》，合作演唱单曲《创作者》、《一直在等》。
2016年發行單曲《有心无意》、《依赖成折磨》。在網劇《錯生》中飾演女主角袁願，並演唱網劇片頭曲《暗戀故事情節》、插曲《下雪的季節》，9月27日後陸續发佈EP《一个人的》中的歌曲《翻篇》、《暗恋故事情节》、《Pink Gun》。11月9日發布第二张EP《一个人的女团》中《安静的夜》、《下雪的季节》、《小明是个画家》等歌曲。
同年12月27日，本兮工作室官微“本兮的奇妙屋”发表讣告，本兮在12月24日因故离世，年仅22岁。经纪公司华谊音乐表示尊重逝者家属意愿，不方便公开死因。

## 发行专辑
- (2011) GOGO未成年
- (2011) gogomusicの童话故事
- (2012) 情花
- (2012) 90's
- (2012) Run Away
- (2012) 无底线
- (2012) 蓝色的海
- (2013) 让寂寞别走
- (2013) 溺爱
- (2016) 失眠日记
- (2016) 一个人的
- (2016) 一个人的女團
- (2018) 本兮 （本兮遗作专辑）

## 影視作品

### MV
2011年《你在看孤獨的風景》
2012年《無語》
2013年《無限速》
2013年《一個故事》
2013年《某個心跳》
2013年《I Miss You》
2014年《槍戀》
2015年《創作者》
2015年《一直在等》
2016年《翻篇》
2016年《下雪的季節》
2016年《小明是個畫家》
2016年《我梦见我梦见我》

### 微電影
2013年《反恐行動之MAT血戰到底2-槍戀33天》（飾演-本兮）
2014年《反恐行動之大片兒》（飾演-本兮）（並演唱主題曲《輕輕》）
2015年《反恐行動之浪漫滿屋》（飾演-本兮）

### 網劇
2016年《錯生》（飾演-袁願）

### 遊戲主題曲
2011年《泡泡战士》主题曲《泡泡泡泡》
2014年《反恐行动》主题曲《战放》
2014年《QQ飞车》「双人轮滑秀」主题曲《超速度》（本兮、韦琪合唱）

### 遺作
2019年《该不会忘了吧》、《甜蜜不怕漫长》、《即使想念》
2020年《宅在家里的日子》、《你陪着我》、《幻想家的猫》
2021年《当梦醒来》